# Luminophor

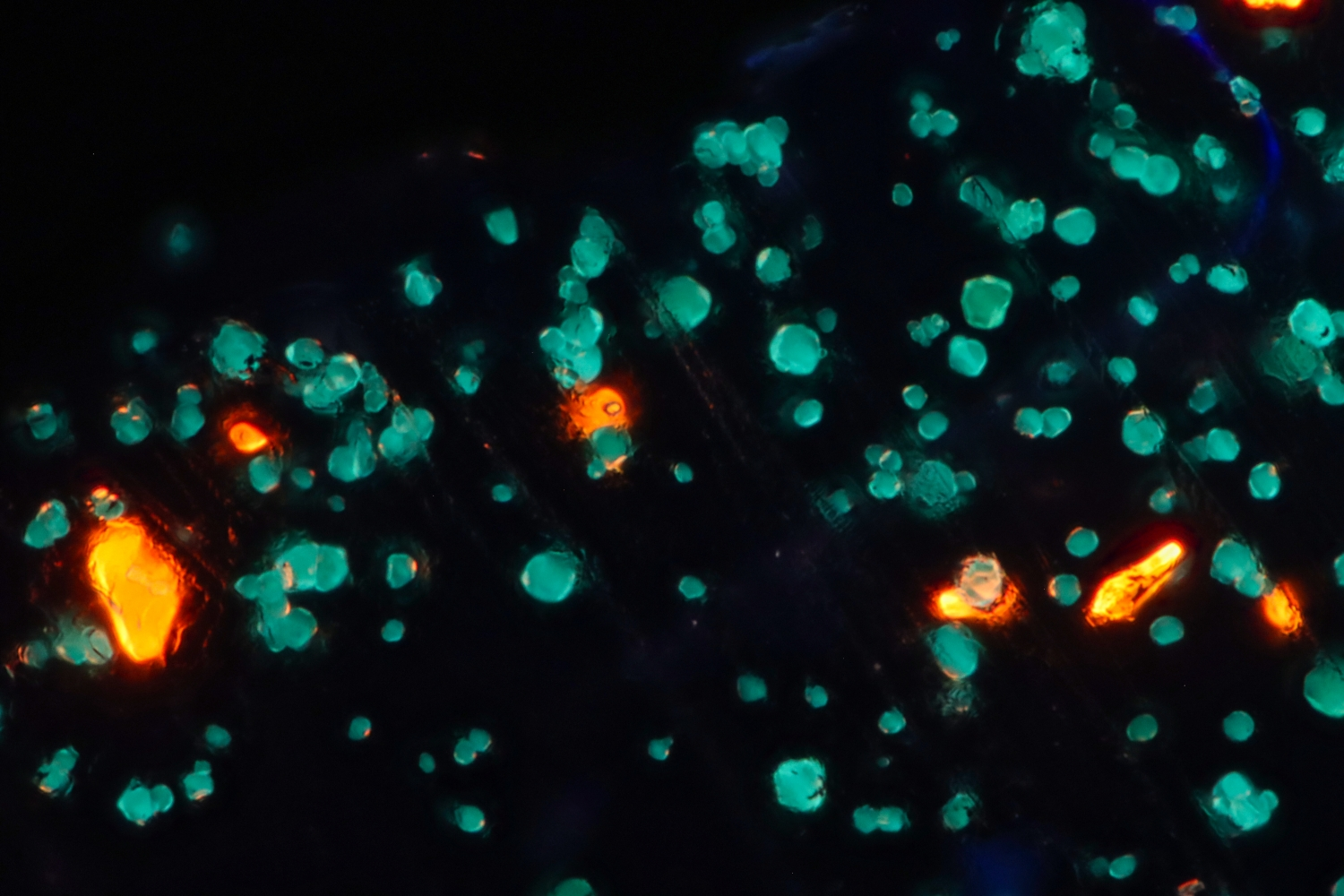
Zwei Luminophore im Harz einer LED unter UV-Licht, mikroskopische Aufnahme

Ein Luminophor (lateinisch lumen ‚Licht‘, altgriechisch φορός phorós ‚tragend‘) ist ein Stoff, der Licht emittiert, nachdem er zuvor mit kurzwelligerem Licht, durch ionisierende Strahlung oder chemisch angeregt wurde. Das Phänomen beruht auf Phosphoreszenz, Fluoreszenz oder Chemolumineszenz.
Für Luminophore, die Fluoreszenz zeigen, gibt es vielfältige Anwendungsgebiete, z. B. in Leuchtstoffröhren oder für medizinische Zwecke. Durch Phosphoreszenz längere Zeit nachleuchtende Luminophore werden unter anderem bei der Herstellung von Sicherheitsschildern (z. B. „Fluchtweg“), Zifferblättern und Dekorationen verwendet.
Früher wurden in Uhren oder Anzeigegeräten von Flugzeugen noch häufig dauerleuchtende Gemische aus radioaktiven Stoffen und fluoreszierenden Luminophoren verwendet. Aufgrund der damit verbundenen Gesundheitsgefahren findet man diese heute nur noch selten.
Auch eine chemische Verbindung wie z. B. Luminol oder Luciferin ist ein Luminophor, wenn sie bei einer bestimmten Reaktion Strahlung im sichtbaren Bereich emittiert. Meistens handelt es sich dabei um eine Oxidation mit Sauerstoff oder Wasserstoffperoxid, mit dem das Luminophor zu einem angeregten Produkt reagiert. Dieses kann anschließend Licht emittieren. In diesem Fall spricht man auch von Chemolumineszenz.